# Acidiostigma bomiensis
Acidiostigma bomiensis är en tvåvingeart som beskrevs av Wang 1996. Acidiostigma bomiensis ingår i släktet Acidiostigma och familjen borrflugor. Inga underarter finns listade i Catalogue of Life.